# Фиджи на летних Олимпийских играх 1956
Фиджи принимали участие в Летних Олимпийских играх 1956 года в Мельбурне (Австралия) в первый раз за свою историю, но не завоевали ни одной медали. Страну представляли пять спортсменов, принимавших участие в соревнованиях по боксу, лёгкой атлетике и парусному спорту.

## Бокс
Спортсменов — 2
| Спортсмен    | Категория | 1/16 финала            | 1/8 финала                 | Четвертьфинал        | Полуфинал            | Финал                |
| Спортсмен    | Категория | Соперник и результат   | Соперник и результат       | Соперник и результат | Соперник и результат | Соперник и результат |
| ------------ | --------- | ---------------------- | -------------------------- | -------------------- | -------------------- | -------------------- |
| Томас Шустер | 63,5 кг   | Вилли Рот Пор по очкам | Не прошёл                  | Не прошёл            | Не прошёл            | Не прошёл            |
| Эктор Хатч   | 67 кг     |                        | Николае Линка Пор по очкам | Не прошёл            | Не прошёл            | Не прошёл            |

## Лёгкая атлетика
Спортсменов — 1
Мужчины
| Спортсмен       | Вид           | Квалификация | Квалификация | Финал     | Финал |
| Спортсмен       | Вид           | Результат    | Место        | Результат | Место |
| --------------- | ------------- | ------------ | ------------ | --------- | ----- |
| Месуламе Ракуро | Метание диска | 48,21        | 8            | 47,24     | 15    |

## Парусный спорт
Спортсменов — 2
| Спортсмен                 | Класс | Гонка | Гонка | Гонка | Гонка | Гонка | Гонка | Гонка | Результат | Место |
| Спортсмен                 | Класс | 1     | 2     | 3     | 4     | 5     | 6     | 7     | Результат | Место |
| ------------------------- | ----- | ----- | ----- | ----- | ----- | ----- | ----- | ----- | --------- | ----- |
| Нэсбит Бентли Джон Гилмор | Финн  | dnf   | 19    | 18    | 18    | 16    | 18    | 17    | 934       | 20    |